# Pro D2 2014-15
El Pro D2 2014-15 fue la decimoquinta edición de la segunda categoría profesional del rugby francés.

## Modo de disputa
El torneo se disputó en formato de todos contra todos en condición de local y de visitante en su fase regular, el equipo que se ubicó en la primera posición al finalizar el torneo se coronó campeón, del 2° al 5° puesto disputaron un play-off para decidir el segundo ascenso.
El último equipo descendió directamente a la tercera división.

## Clasificación
| Pos. | Equipo         | Encuentros | Encuentros | Encuentros | Encuentros | Tantos | Tantos | Tantos | Puntos Bonus | Puntos |
| Pos. | Equipo         | PJ         | PG         | PE         | PP         | F      | C      | Dif    | Puntos Bonus | Puntos |
| ---- | -------------- | ---------- | ---------- | ---------- | ---------- | ------ | ------ | ------ | ------------ | ------ |
| 1.º  | Pau            | 30         | 20         | 1          | 9          | 754    | 530    | +224   | 12           | 94     |
| 2.º  | Mont-de-Marsan | 30         | 18         | 0          | 12         | 676    | 531    | +145   | 11           | 83     |
| 3.º  | Perpignan      | 30         | 17         | 1          | 12         | 744    | 615    | +129   | 12           | 82     |
| 4.º  | Agen           | 30         | 17         | 0          | 13         | 732    | 611    | +121   | 13           | 81     |
| 5.º  | Albi           | 30         | 18         | 0          | 12         | 651    | 606    | +45    | 8            | 80     |
| 6.º  | Aurillac       | 30         | 16         | 2          | 12         | 650    | 579    | +71    | 9            | 77     |
| 7.º  | Biarritz       | 30         | 17         | 0          | 13         | 647    | 580    | +67    | 9            | 77     |
| 8.º  | Colomiers      | 30         | 16         | 0          | 14         | 635    | 632    | +3     | 5            | 69     |
| 9.º  | Carcassonne    | 30         | 15         | 0          | 15         | 688    | 706    | –18    | 6            | 66     |
| 10.º | Montauban      | 30         | 13         | 1          | 16         | 627    | 638    | –11    | 10           | 64     |
| 11.º | Béziers        | 30         | 14         | 0          | 16         | 620    | 655    | –35    | 7            | 63     |
| 12.º | Tarbes         | 30         | 13         | 2          | 15         | 635    | 750    | −115   | 6            | 62     |
| 13.º | Bourgoin       | 30         | 11         | 3          | 16         | 548    | 652    | –104   | 6            | 52     |
| 14.º | Narbonne       | 30         | 11         | 1          | 18         | 604    | 746    | −142   | 4            | 50     |
| 15.º | Dax            | 30         | 10         | 1          | 19         | 518    | 687    | −169   | 5            | 47     |
| 16.º | RC Massy       | 30         | 8          | 0          | 22         | 643    | 854    | −211   | 9            | 41     |

| Bandera de Francia      |
| Campeón Section Paloise |
| Primer título           |

## Segundo ascenso

### Semifinal
| 17 de mayo de 2015 | Mont de Marsan | 22 - 8 | Albi |  |  |

| 17 de mayo de 2015 | Perpignan | 32 (2T) - 32 (4T) | Agen |  |  |

### Final
| 24 de mayo de 2015 | Mont De Marsan | 15 - 16 | Sporting Union Agen |  |  |